# Музей-усадьба Леси Украинки в Колодяжном
Музей-усадьба Леси Украинки в Колодяжном (укр. Музей Лесі Українки у Колодяжному) — литературно-мемориальный музей в селе Колодяжно Ковельского района Волынской области. Основан 1949 году в усадьбе, в которой Леся Украинка жила в детские и юношеские годы.

## История
В мае 1882 году семья Косачей переехала из Луцка в село Колодяжное. Здесь родились младшие сёстры и братья Леси — Оксана, Николай, Изидора. Дети подрастали, поэтому в 1890 году в усадьбе построили Лесин «белый» домик, а в 1896 году начали строительство «серого» дома (в семье его называли родительским).
Из Колодяжного Леся Украинка давала брату Михаилу Косачу установки по созданию библиотеки лучших произведений мировой литературы на украинском языке, в которую вошли более семидесяти имён писателей, согласно советам и по источникам, присланным М. П. Драгомановым в 1890 году. В Колодяжном Леся Украинка составила курс «Древняя история восточных народов», здесь же готовился её первый поэтический сборник. В последний раз Леся Украинка посетила усадьбу в 1907 году.
Во время Второй мировой войны усадьба была разрушена и музей был создан фактически в новом помещении. Политическая причина создания музея — попытка сталинской власти маркировать недавние польские территории именами украинских культурных деятелей, которые, в свою очередь, были гражданами Российской империи.
В 1991 году экспозиция обновлена.
В экспозиции представлены мемориальные вещи Леси Украинки и её семьи, прижизненные издания произведений поэтессы и её матери — Елены Пчёлки, фотографии, предметы быта и этнографии Волыни, воспроизведены фрагменты рабочего кабинета и сельского дома.

## Экспозиции
С 1991 года в музее действуют такие экспозиции:
- «Волынскими тропами Леси Украинки»;
- «Колодяжное — колыбель таланта Леси»;
- «Сквозь всю жизнь — до „Лесной песни“»;
- "История музея. Трагедия семьи Косачей ".